# Dornburg (Hesse)
Pour les articles homonymes, voir Dornburg.
Dornbourg ou Dornburg est une municipalité allemande située dans l'arrondissement de Limbourg-Weilbourg et dans le land de la Hesse.

## Personnalités liées à la vile
- Franz Müller (1840-1864), meurtrier né à Langendernbach.